# Dirichletova věta o aproximaci
Dirichletova věta o aproximaci je tvrzení z oboru teorie čísel, které se týká diofantických aproximací, tedy aproximací reálných čísel pomocí racionálních čísel.
Věta říká, že pro každé reálné číslo α a libovolné kladné přirozené číslo N existují celá čísla p a q taková, že {\displaystyle 1\leq q\leq N} a
{\displaystyle \left|q\alpha -p\right|<{\frac {1}{N+1}}}
Na tvrzení se lze dívat také tak, že celočíselné násobky α se nedokáží udržet příliš daleko od celých čísel: jeden z prvních N násobků bude nějakému celému číslu blíž {\displaystyle 1/(N+1)}.